# Det Classenske Bibliotek
Det Classenske Bibliotek var generalmajor Johan Frederik Classens (11. februar 1725 – 24. marts 1792) privatbibliotek, men efter hans død efter testamentarisk bestemmelse gjort offentlig tilgængeligt 1795 i København. Det Classenske Fideicommis skulle årligt yde 300 rigsdaler til formålet, og Peter Hersleb Classen den ældre (1738–1825), bror til Johan Frederik, bekostede opførelsen af en biblioteksbygning i Amaliegade 38.
Biblioteket indeholdt særligt bøger om naturhistorie, militær, teknik og landbrug. Ved Classens død bestod det af ca. 20.000 bind, og i midten af 1800-tallet var samlingen vokset til ca. 30.000 bind. Det var det tredjestørste bibliotek i København, kun overgået af Det Kongelige Bibliotek og Københavns Universitetsbibliotek. I 1867 blev det slået sammen med Københavns Universitetsbibliotek, der i den anledning kom til at hedde "Københavns Universitetsbibliotek og det dermed forenede Classenske Bibliotek". I forbindelse med sammenlægningen blev bøgerne om landbrug overført til biblioteket ved Den Kgl. Veterinær- og Landbohøjskole, DVJB.
Bygningen i Amaliegade blev fredet i 1918, og rummer i dag Det Konserveringsfaglige Videncenter (KViC), som er en del af KADK Biblioteket.